# Sandugo
El Sandugo va ser un pacte de sang, realitzat el 16 de març de 1565 a l'illa de Bohol a les Filipines, entre l'explorador espanyol Miguel López de Legazpi i Datu Sikatuna, cap de Bohol per segellar la seva amistat seguint la tradició tribal. Aquest és considerat com el primer tractat d'amistat entre els espanyols i els filipins. "Sandugo" és una paraula que en l'idioma visayo significa "la mateixa sang".

## Història
L'any 1521, l'explorador portuguès Fernando Magallanes es va convertir en la primera persona d'Europa a arribar a Àsia per navegar cap a l'oest, un viatge en el qual patiria una mort prematura a l'illa de les Filipines. Espanya va enviar expedicions per colonitzar les Índies dins de la seva competència amb Portugal per prendre el control sobre el comerç d'espècies. No obstant això, totes aquestes expedicions fallaven. No va ser fins que Miguel López de Legazpi, navegant des de Mèxic amb cinc vaixells i cinc-cents homes, va arribar a les Filipines el 1565 i es va establir un assentament espanyol.
López de Legazpi va ser rebut per tribus musulmanes hostils que s'oposaven a una invasió estrangera. El seu intent de desembarcar a l'illa de Cebu va donar lloc a la mort d'un dels seus soldats que el va portar a explorar una altra illa i buscar comerç amb diverses tribus.
Navegant cap al sud cap a l'illa de Mindanao, la flota de López de Legazpi va trobar forts vents que els obligaven a navegar cap al nord cap a l'illa de Bohol. Allà, va capturar un vaixell de Borneo, els mariners del qual van informar als espanyols que els indígenes que habitaven la regió comerciaven amb persones de Borneo i Indonèsia. Arribada a Bohol, López de Legazpi va notar l'hostilitat de la gent. El funcionari malai va explicar que tal hostilitat era deguda a les expedicions realitzades pels portuguesos des de les Illes Maluku, illes Moluques. El 1563, les flotes portugueses van arribar a les aigües Visayas i van esclavitzar uns 1.000 habitants. López de Legazpi, amb l'ajut del marí malai, va explicar a les tribus de Bohol que no eren portuguesos i que havien vingut a les illes per comerciar. Entenent això, els cacics i les seves tribus es van fer més amables i acollidors als espanyols.

## Símbol oficial
El Sandugo es representa tant en la bandera provincial com en el segell o escut oficial del govern a Bohol.
L'emblema incorpora la imatge del pacte de sang: La part superior de la junta explica la història darrere de la Sandugo va ocórrer a Bohol en el lloc on havia ancorat la flota espanyola el 16 de març 1565.

## Tradicions

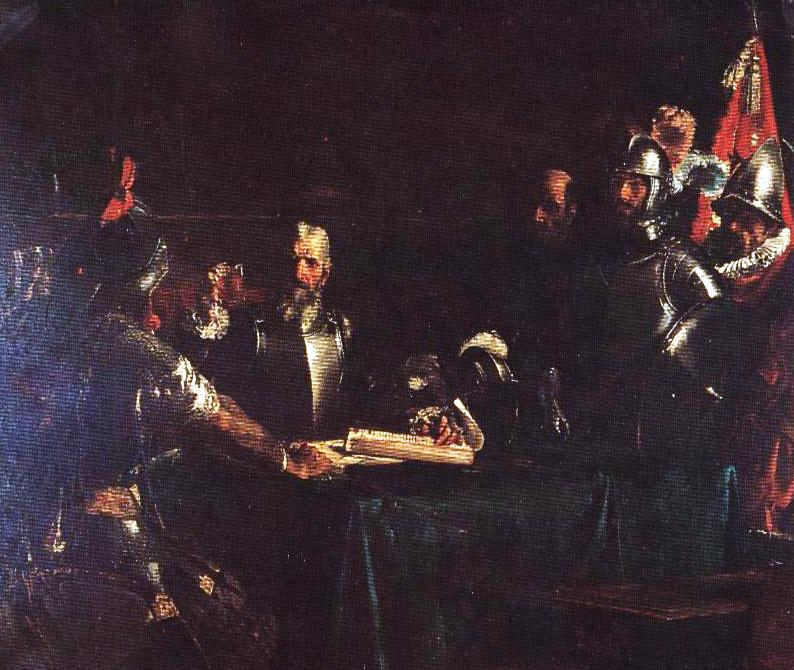
The Blood Compact de Juan Lluna.

Mitjançant la realització d'un pacte de sang, es mantenen els llaços d'amistat entre els dos pobles. Aquesta cerimònia va ser el primer tractat d'amistat entre els nadius i els espanyols.
En honor a aquesta cerimònia, el president de les Filipines Elpidio Quirino va establir l'Orde de Sikatuna.
L'any 1883 el pintor filipí Juan Lluna representa aquest esdeveniment històric en el seu quadre titulat El Pacte de sang. Aquesta obra pictòrica va obtenir el primer premi a l'Exposició de París de 1885 i també a la Louisiana Purchase Exposition de Sant Louis de 1904.

## Publicacions
- Agoncillo, Teodoro A. History of the Filipino People. GAROTECH Publishing, 1990 (8th Edition).
- Arcila, José S. Rizal and the Emergence of the Philippine Nation. 2001 revised edition.
- Constantino, Renato. The Philippines: A Past Revisited. Tala Publishing Series, 1975.
- Corpuz, Onofre D. The Roots of the Filipino Nation. 1989.
- Scott, William Henry. Barangay: Sixteenth-Century Philippine Culture and Society. AdMU: 1994.
- Zaide, Gregorio F. Great Filipinos in History: An Epic of Filipino Greatness in War and Peace. Verde Bookstore, 1970.
- Zaide, Gregorio. Dagohoy: Champion of Philippine Freedom. Manila: Enriquez, Alduan and Co., 1941.